# Jordan Lukaku
Pour les articles homonymes, voir Lukaku.
Jordan Lukaku, né le 25 juillet 1994 à Anvers en Belgique, est un footballeur international belge qui joue au poste de défenseur.

## Biographie

### En club

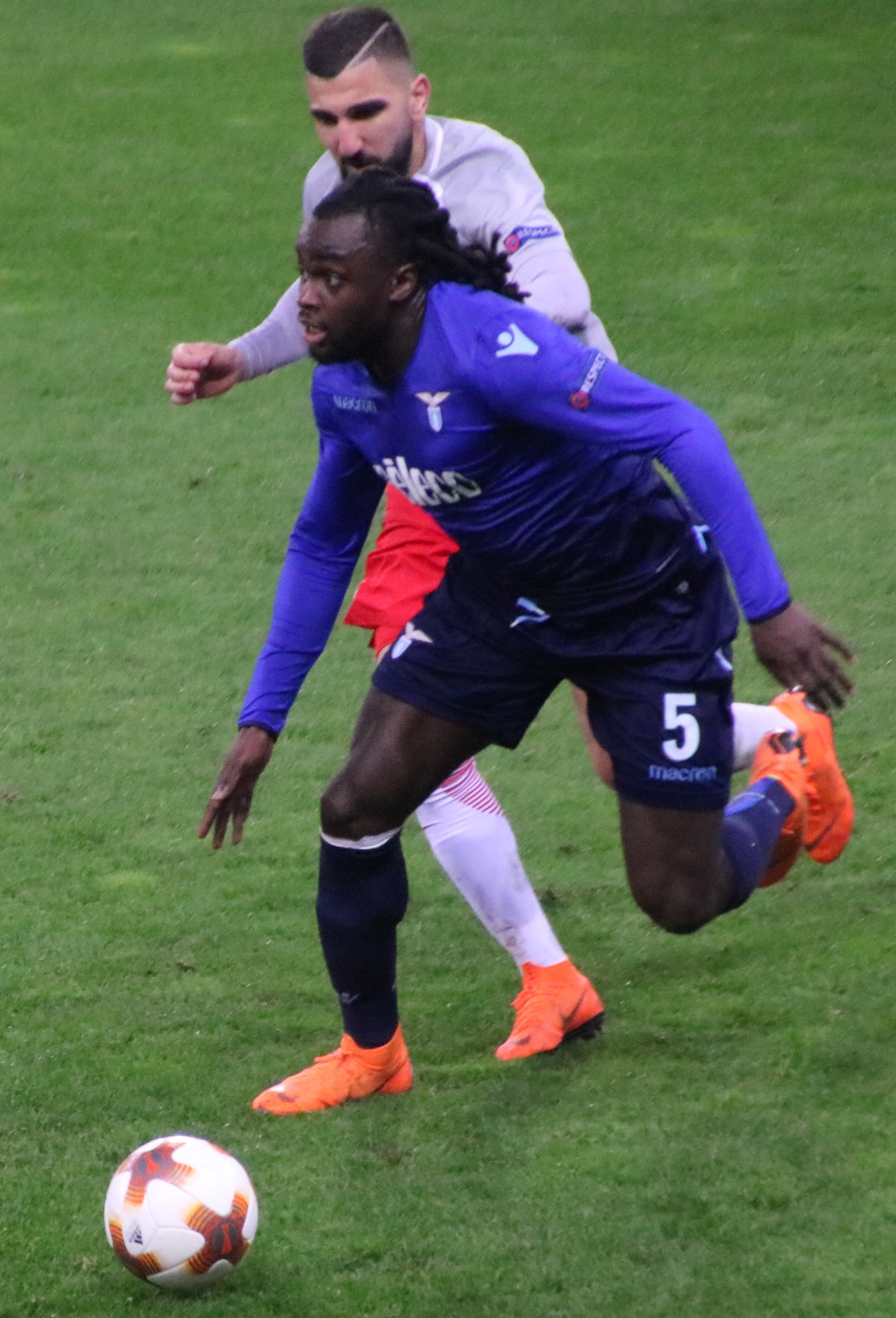
Jordan Lukaku avec la Lazio Rome face au Red Bull Salzbourg en quart de finale de la Ligue Europa 2017-2018.

Jordan Lukaku joue comme arrière gauche mais peut également dépanner en tant qu'ailier. Il a été formé à Anderlecht et est considéré comme un grand talent du football belge. Malgré cela, il n'obtient que peu de temps de jeu. Il souffre, tout comme d'autres jeunes du club, de l'ombre faite par son grand frère Romelu dont la précocité et le physique hors-norme attirent les projecteurs. Néanmoins, à la faveur d'un tournoi de jeunes en Italie, le prestigieux Tournoi de Viareggio, où le cadet des frères Lukaku a brillé et que les jeunes anderlechtois ont remporté, l'AC Milan, défait en finale, se montre intéressé par le défenseur mais, en fixant le montant du transfert à 2 millions d’euros, le Sporting place la barre trop haut pour les Italiens. Il est alors prêté à Ostende qui, convaincu, fait une offre pour le transférer de manière définitive en mai 2014.
Le 21 juillet 2016, malgré l'intérêt des Anglais de Wolverhampton, Lukaku signe à la Lazio Rome pour une durée de trois ans, avec une option pour une quatrième année. La somme du transfert est estimée à 5 millions d'euros ainsi que des bonus. Après des débuts prometteurs et le support de Simone Inzaghi, Jordan s'impose progressivement comme titulaire mais la saison suivante démarre mal car une blessure au genou l'écarte des terrains. Après cette période difficile où peu de temps de jeu lui est accordé et où il voit un prêt à Newcastle United lui échapper à la suite de tests médicaux non concluants, une blessure de Senad Lulić lui fait espérer une titularisation début 2020.
En octobre 2020, n'ayant pas encore récolté la moindre minute de jeu avec la Lazio pour la saison 2020-2021, Jordan Lukaku est prêté  jusqu'au terme de la saison au Royal Antwerp FC. Il y dispute la plupart des matchs de la seconde partie de saison et dispute les play-off 1, toutefois le Great Old ne lève pas l'option d'achat et ne prolonge pas le prêt.
Le retour à Rome est compliqué, Simone Inzaghi a laissé sa place à Maurizio Sarri qui ne compte pas sur Jordan et qui l'a même écarté du noyau A en compagnie de quelques autres joueurs, condamnant celui-ci à partir glaner du temps de jeu au LR Vicence, alors avant-dernier en Serie B, mais il se blesse à nouveau peu de temps après. À l'issue de la saison, le divorce est consommé et le club romain ne prolonge pas son contrat arrivé à échéance, il part alors pour le SD Ponferradina en Liga 2 espagnole.
Malheureusement, l'histoire se répète pour Jordan Lukaku qui joue très peu et ne compte que huit apparitions, un prêt est envisagé au CF Talavera qui lutte contre la relégation en troisième division (!). En février 2023, il résilie son contrat avec Ponferradina et se retrouve sans club.

### En sélections nationales
Jordan Lukaku est appelé pour la première fois en équipe nationale belge le 1er septembre 2014 pour une rencontre amicale face à l'Australie, à la suite des défections de Sébastien Pocognoli et de Jelle Van Damme. Il ne monte toutefois pas au jeu mais dispute sa première rencontre internationale en tant que titulaire face à Andorre un an plus tard, le 10 octobre 2015.
Il est sélectionné par Marc Wilmots pour disputer l'Euro 2016 où la Belgique finit son parcours en quart de finale. En préparation au tournoi, Jordan vivra un moment unique lorsqu'à l'occasion d'un match amical face au Portugal (défaite, 2-1), le 29 mars 2016, il délivre la passe décisive à son frère aîné Romelu lors de la réduction du score, trois minutes à peine après être monté au jeu.
Il disputera les Éliminatoires de la Coupe du monde de football 2018 mais sera remplacé par Christian Kabasele au cours de ceux-ci à la suite d'une blessure au genou. Présélectionné par le coach fédéral belge Roberto Martinez pour la Coupe du monde de football de 2018, il ne sera finalement pas retenu dans la liste des 23 joueurs.

## Statistiques

### En club
| Saison                | Club                    | Championnat           | Championnat | Championnat | Championnat | Coupe(s) nationale(s) | Coupe(s) nationale(s) | Coupe(s) nationale(s) | Supercoupe | Supercoupe | Supercoupe | Compétition(s) continentale(s) | Compétition(s) continentale(s) | Compétition(s) continentale(s) | Compétition(s) continentale(s) | Autres compétitions | Autres compétitions | Autres compétitions | Autres compétitions | Total | Total | Total |
| Saison                | Club                    | Division              | M.          | B.          | P.d.        | M.                    | B.                    | P.d.                  | M.         | B.         | P.d.       | Comp.                          | M.                             | B.                             | P.d.                           | Comp.               | M.                  | B.                  | P.d.                | M.    | B.    | P.d.  |
| 2011-2012             | RSC Anderlecht          | Division 1            | 1           | 0           | 0           | -                     | -                     | -                     | -          | -          | -          | C3                             | 0                              | 0                              | 0                              | PO1                 | 5                   | 0                   | 0                   | 6     | 0     | 0     |
| 2012-2013             | RSC Anderlecht          | Division 1            | 0           | 0           | 0           | 0                     | 0                     | 0                     | -          | -          | -          | C1                             | -                              | -                              | -                              | PO1                 | 0                   | 0                   | 0                   | 0     | 0     | 0     |
| 2013-2014             | RSC Anderlecht          | Division 1            | 2           | 0           | 0           | -                     | -                     | -                     | 1          | 0          | 0          | C1                             | -                              | -                              | -                              | PO1                 | -                   | -                   | -                   | 3     | 0     | 0     |
| Sous-total            | Sous-total              | Sous-total            | 3           | 0           | 0           | 0                     | 0                     | 0                     | 1          | 0          | 0          | -                              | 0                              | 0                              | 0                              | -                   | 5                   | 0                   | 0                   | 9     | 0     | 0     |
| 2013-2014             | KV Ostende (prêt)       | Division 1            | 16          | 0           | 1           | 3                     | 0                     | 0                     | -          | -          | -          | -                              | -                              | -                              | -                              | PO2                 | -                   | -                   | -                   | 19    | 0     | 1     |
| 2014-2015             | KV Ostende              | Division 1            | 24          | 0           | 2           | 1                     | 0                     | 0                     | -          | -          | -          | -                              | -                              | -                              | -                              | PO2                 | 5                   | 0                   | 0                   | 30    | 0     | 2     |
| 2015-2016             | KV Ostende              | Division 1            | 26          | 2           | 7           | -                     | -                     | -                     | -          | -          | -          | -                              | -                              | -                              | -                              | PO1                 | 8                   | 1                   | 0                   | 34    | 3     | 7     |
| Sous-total            | Sous-total              | Sous-total            | 66          | 2           | 10          | 4                     | 0                     | 0                     | -          | -          | -          | -                              | -                              | -                              | -                              | -                   | 13                  | 1                   | 0                   | 83    | 3     | 10    |
| 2016-2017             | Lazio Rome              | Serie A               | 16          | 0           | 1           | 4                     | 0                     | 1                     | -          | -          | -          | -                              | -                              | -                              | -                              | -                   | -                   | -                   | -                   | 20    | 0     | 2     |
| 2017-2018             | Lazio Rome              | Serie A               | 30          | 1           | 2           | 4                     | 0                     | 0                     | 1          | 0          | 1          | C3                             | 9                              | 0                              | 0                              | -                   | -                   | -                   | -                   | 44    | 1     | 3     |
| 2018-2019             | Lazio Rome              | Serie A               | 7           | 0           | 0           | 1                     | 0                     | 1                     | -          | -          | -          | C3                             | -                              | -                              | -                              | -                   | -                   | -                   | -                   | 8     | 0     | 1     |
| 2019-2020             | Lazio Rome              | Serie A               | 13          | 0           | 2           | -                     | -                     | -                     | -          | -          | -          | C3                             | -                              | -                              | -                              | -                   | -                   | -                   | -                   | 13    | 0     | 2     |
| Sous-total            | Sous-total              | Sous-total            | 66          | 1           | 5           | 9                     | 0                     | 2                     | 1          | 0          | 1          | -                              | 9                              | 0                              | 0                              | -                   | -                   | -                   | -                   | 85    | 1     | 8     |
| 2020-2021             | Royal Antwerp FC (prêt) | Division 1A           | 18          | 0           | 2           | 2                     | 0                     | 0                     | -          | -          | -          | C3                             | 5                              | 0                              | 2                              | PO1                 | 4                   | 0                   | 1                   | 29    | 0     | 5     |
| 2021-2022             | LR Vicence (prêt)       | Serie B               | 7           | 0           | 0           | -                     | -                     | -                     | -          | -          | -          | -                              | -                              | -                              | -                              | PO                  | 2                   | 0                   | 0                   | 9     | 0     | 0     |
| 2022-2023             | SD Ponferradina         | Liga 2                | 7           | 0           | 0           | 1                     | 0                     | 0                     | -          | -          | -          | -                              | -                              | -                              | -                              | -                   | -                   | -                   | -                   | 8     | 0     | 0     |
| 2023-2024             | Adanaspor               | 1. Lig                | 14          | 0           | 0           | 2                     | 0                     | 0                     | -          | -          | -          | -                              | -                              | -                              | -                              | -                   | -                   | -                   | -                   | 16    | 0     | 0     |
| Total sur la carrière | Total sur la carrière   | Total sur la carrière | 181         | 3           | 17          | 18                    | 0                     | 2                     | 2          | 0          | 1          | -                              | 14                             | 0                              | 2                              | -                   | 24                  | 1                   | 1                   | 239   | 4     | 23    |

### En sélections nationales
| Saison                | Sélection             | Phases finales        | Phases finales | Phases finales | Phases finales | Éliminatoires CDM | Éliminatoires CDM | Éliminatoires CDM | Éliminatoires EURO | Éliminatoires EURO | Éliminatoires EURO | Matchs amicaux | Matchs amicaux | Matchs amicaux | Total | Total | Total |
| Saison                | Sélection             | Compétition           | M              | B              | Pd             | M                 | B                 | Pd                | M                  | B                  | Pd                 | M              | B              | Pd             | M     | B     | Pd    |
| --------------------- | --------------------- | --------------------- | -------------- | -------------- | -------------- | ----------------- | ----------------- | ----------------- | ------------------ | ------------------ | ------------------ | -------------- | -------------- | -------------- | ----- | ----- | ----- |
| 2015-2016             | Belgique              | Euro 2016             | 1              | 0              | 0              | -                 | -                 | -                 | 1                  | 0                  | 1                  | 3              | 0              | 2              | 5     | 0     | 3     |
| 2016-2017             | Belgique              | -                     | -              | -              | -              | 1                 | 0                 | 0                 | -                  | -                  | -                  | 1              | 0              | 0              | 2     | 0     | 0     |
| 2017-2018             | Belgique              | -                     | -              | -              | -              | 0                 | 0                 | 0                 | -                  | -                  | -                  | 1              | 0              | 0              | 1     | 0     | 0     |
| Total sur la carrière | Total sur la carrière | Total sur la carrière | 1              | 0              | 0              | 1                 | 0                 | 0                 | 1                  | 0                  | 1                  | 5              | 0              | 2              | 8     | 0     | 3     |

### Matchs internationaux
| Matchs internationaux de Jordan Lukaku, | Matchs internationaux de Jordan Lukaku, | Matchs internationaux de Jordan Lukaku,        | Matchs internationaux de Jordan Lukaku, | Matchs internationaux de Jordan Lukaku, | Matchs internationaux de Jordan Lukaku, | Matchs internationaux de Jordan Lukaku, | Matchs internationaux de Jordan Lukaku,                             |
| #                                       | Date                                    | Lieu                                           | Adversaire                              | Résultat                                | Compétition                             | Club                                    | Notes                                                               |
| --------------------------------------- | --------------------------------------- | ---------------------------------------------- | --------------------------------------- | --------------------------------------- | --------------------------------------- | --------------------------------------- | ------------------------------------------------------------------- |
| 1                                       | 10 octobre 2015                         | Estadi Nacional, Andorre-la-Vieille, Andorre   | Andorre                                 | V 4 - 1                                 | Éliminatoires de l'Euro 2016            | KV Ostende                              | Titulaire.                                                          |
| 2                                       | 29 mars 2016                            | Stade Dr. Magalhães Pessoa, Leiria, Portugal   | Portugal                                | D 1 - 2                                 | Match amical                            | KV Ostende                              | Entre en jeu à la place de Guillaume Gillet à la 59e minute de jeu. |
| 3                                       | 28 mai 2016                             | Stade de Genève, Carouge, Suisse               | Suisse                                  | V 2 - 1                                 | Match amical                            | KV Ostende                              | Entre en jeu à la place de Thomas Vermaelen à la 68e minute de jeu. |
| 4                                       | 5 juin 2016                             | Stade Roi Baudouin, Bruxelles, Belgique        | Norvège                                 | V 3 - 2                                 | Match amical                            | KV Ostende                              | Titulaire.                                                          |
| 5                                       | 1er juillet 2016                        | Stade Pierre-Mauroy, Villeneuve-d'Ascq, France | Pays de Galles                          | D 1 - 3                                 | Euro 2016                               | KV Ostende                              | Titulaire, remplacé par Dries Mertens à la 75e minute de jeu.       |
| 6                                       | 1er septembre 2016                      | Stade Roi Baudouin, Bruxelles, Belgique        | Espagne                                 | D 0 - 2                                 | Match amical                            | Lazio Rome                              | Titulaire.                                                          |
| 7                                       | 7 octobre 2016                          | Stade Roi Baudouin, Bruxelles, Belgique        | Bosnie-Herzégovine                      | V 4 - 0                                 | Éliminatoires de la Coupe du monde 2018 | Lazio Rome                              | Titulaire, remplacé par Laurent Ciman à la 21e minute de jeu.       |
| 8                                       | 14 novembre 2017                        | Stade Jan-Breydel, Bruges, Belgique            | Japon                                   | V 1 - 0                                 | Match amical                            | Lazio Rome                              | Entre en jeu à la place de Nacer Chadli à la 84e minute de jeu.     |

## Palmarès

### En club
|  |  | RSC Anderlecht -19 ans - Tournoi de Viareggio (1) : - Vainqueur : 2013 |  | RSC Anderlecht - Championnat de Belgique (3) : - Champion : 2012, 2013 et 2014 - Supercoupe de Belgique (2) : - Vainqueur : 2012 et 2013 |  | Lazio Rome - Coupe d'Italie : - Finaliste : 2017 - Supercoupe d'Italie (1) : - Vainqueur : 2017 |

## Vie privée
Jordan Lukaku est le frère cadet de Romelu Lukaku et le fils de Roger Lukaku, ex-international congolais. Il est également le cousin de Boli Bolingoli-Mbombo.